# هو لیانگ
هو لیانگ (چینی: 火亮؛ زادهٔ ۲۹ سپتامبر ۱۹۸۹) شیرجه‌رو اهل چین است.
وی در مسابقات کشوری و بین‌المللی در مجموع برندهٔ ۷ مدال طلا، ۱ مدال نقره شده‌است.